# Zoopsis matawaia
Zoopsis matawaia är en bladmossart som beskrevs av M.A.M.Renner. Zoopsis matawaia ingår i släktet Zoopsis och familjen Lepidoziaceae. Inga underarter finns listade i Catalogue of Life.